# Daniel Lazo
Daniel Esteban Lazo Sánchez (Ayacucho, 23 de septiembre de 1990) es un cantante y compositor peruano, que ha consolidado su carrera artística en los géneros balada romántica y pop.

## Biografía
Nació el 23 de septiembre de 1990, bajo el nombre completo de Daniel Esteban Lazo Sánchez. Proveniente de una familia de clase baja, vivió sus primeros años en su ciudad natal Ayacucho.
Desde temprana edad, empezaría su interés por la música en el cual imitaba las canciones que salía en televisión y radio. Poco tiempo después, empezaría a trabajar como vendedor de caramelos y a su vez, cantaba en las calles de su ciudad.
A los 17 años, Lazo se muda a la capital peruana Lima allá por el año 2008, en el cual comenzaría a cantar en un restaurante. Pero fue en 2013, cuando le llegaría la oportunidad de concursar por primera vez en la televisión nacional, participando en el reality de canto Rojo fama contrafama sin éxito. Meses después, formaría parte del otro programa del mismo formato La voz Perú, en el cual lograría su paso al estrellato. Tras varios meses de competencia, se consagraría como campeón de la primera temporada, superando al otro concursante Michael Abanto y obtuvo un contrato con la disquera Universal Music.
Gracias a su victoria, le ha permitido a Lazo comenzar su carrera musical en 2014, cuando lanzaría su tema debut «Si no es contigo» de la composición de Gian Marco, consolidándose en la balada romántica, en el cual ingresa a la programación del canal musical MTV, obteniendo una gran aceptación. Al año siguiente, interpreta su siguiente sencillo «Vuela paloma» de la mano del productor musical Mario Iván Contreras, quien trabajó con otros cantantes internacionales.
Lazo lanza su nuevo material 16 del LP homónimo en 2016 y comenzó a realizar giras internacionales por países de Centroamérica. Dentro del disco, destacó el tema musical «Olvidarte».
Elabora su primer álbum de estudio El amor y otras mentiras el año 2018, contando con sus colaboraciones con la cantante Anna Carina y Hugo Apaza, imitador del cantautor Ricardo Montaner; así como sus versiones de «Ojos azules» y «Adiós pueblo de Ayacucho».
Fuera de su faceta musical, Lazo fue parte del reparto principal de la película La última noticia en 2016, compartiendo escena con los actores  Julián Legaspi y Pietro Sibille, que a la par cantaba para la banda sonora de la ficción. Prestó su colaboración con el cantante de música andina Diosdado Gaitán Castro para el concierto De canto a canto en 2022, con lo mejor de su repertorio musical y lanzó su LP recopilatorio de Si no es contigo bajo el formato del género salsa.[cita requerida]
En el año 2023, Lazo tuvo una corta participación en el reality de talentos Duelo de campeones, obteniendo críticas negativas por su pasado personal, producto de varias denuncias por violencia familiar y no manutención para con su hijo; denuncias hechas por sus exparejas entre 2015 y 2016, si bien la madre de su segundo hijo retiró la denuncia después.

## Discografía

### Álbum en estudio
- 2018: El amor y otras mentiras

### LP
- 2014: Si no es contigo
- 2015: Vuela paloma
- 2016: 16
- 2020: Te eligo a ti
- 2022: Si no es contigo Versión Salsa

## Créditos

### Televisión
| Año  | Título               | Rol                          | Emisión           |
| ---- | -------------------- | ---------------------------- | ----------------- |
| 2013 | Rojo fama contrafama | Participante                 | Frecuencia Latina |
| 2013 | La voz Perú          | Participante (primer puesto) | Frecuencia Latina |
| 2015 | Yo soy               | Invitado especial            | Latina Televisión |
| 2017 | La Revista Sábado    | Invitado especial            | ATV               |
| 2020 | La máscara           | Participante de refuerzo     | Latina Televisión |
| 2023 | Duelo de campeones   | Participante                 | Latina Televisión |

### Cine
| Año  | Título               | Rol           |
| ---- | -------------------- | ------------- |
| 2016 | La última entrevista | Rol principal |